# Ardagh
Ardagh (irl. Árd Achadh) – wieś w hrabstwie Longford w Irlandii położone ok. 10 km od miasta Longford przy drodze krajowej N4.